# Другой выход
«Другой выход» или «Другой конец», «Другой финал» (англ. Another End) — художественный фильм итальянского режиссёра Пьеро Мессины с Гаэлем Гарсиа Берналем и Ренате Реинсве в главных ролях. Премьера состоялась в феврале 2024 года в рамках основной программы 74-го Берлинского международного кинофестиваля.

## Сюжет
Действие фильма происходит в будущем, где действует технология, позволяющая возвращать сознание умершего человека в другое тело. Главный герой использует эту технологию, чтобы попрощаться с умершей женой. Ава сдаёт своё тело в аренду, и в него вживляют сознание супруги Сэла. Когда срок действия технологии истекает, Сэл понимает, что не может снова потерять жену, и начинает действовать.

## В ролях
- Гаэль Гарсиа Берналь — Сэл
- Ренате Реинсве — Зои / Ава
- Беренис Бежо — Эбе

## Премьера и восприятие
Премьера картины состоялась в феврале 2024 года на 74-м Берлинском международном кинофестивале. «Другой выход» был включён в основную программу, но остался без наград. Критики в большинстве своём оценили фильм невысоко, в рейтинге Screen Daily он занял последнее место с 1,6 баллов.
Российский кинокритик Андрей Плахов охарактеризовал «Другой выход» как «сентиментальную фантастику», которая может найти своего зрителя (в первую очередь благодаря игре Берналя). Обозреватель портала «ПрофиСинема» высоко оценил актёрскую работу Ренате Реинсве.